# 萨克·卡拉佩强
萨克·卡拉佩托维奇·卡拉佩强（俄语：Саак Карапетович Карапетян；1906年5月16日（格里历：5月29日）—1987年12月6日），亚美尼亚族，苏联生物学家、政治人物。曾任亚美尼亚苏维埃社会主义共和国外交人民委员、部长会议主席等职务。生物学博士，教授。

## 生平
- 1906年5月29日出生于埃里温省阿尔马维尔。
- 1925年-1927年，埃奇米阿津区国土局工作人员。
- 1927年-1928年，阿什塔拉克区财政局长，区政府副主席。
- 1928年-1933年，埃里温兽医学院学习。1931年加入联共（布）。
- 1933年-1938年，苏联科学院亚美尼亚分院科研工作者。
- 1938年-1940年，苏联科学院亚美尼亚分院副院长。
- 1940年1月-3月，亚共（布）中央部副部长。
- 1940年3月-1944年，亚共（布）中央宣传鼓动部书记。
- 1943年-1947年，亚美尼亚苏维埃社会主义共和国科学院主席团成员。1943年当选亚美尼亚苏维埃社会主义共和国科学院院士。
- 1944年-1947年3月，亚美尼亚苏维埃社会主义共和国人民委员会、部长会议副主席兼外交人民委员、外交部长。
- 1947年3月-1951年12月，亚美尼亚苏维埃社会主义共和国部长会议主席。
- 1951年12月-1955年，亚美尼亚苏维埃社会主义共和国农业部畜牧研究所所长。
- 1955年-1957年，埃里温家禽厂厂长。
- 1958年-1987年，亚美尼亚苏维埃社会主义共和国科学院奥尔贝利生理学研究所家畜生理学实验室主任。1961年获生物学博士学位。期间，1964年-1981年，亚美尼亚哈恰杜尔·阿博维扬教育学院生理学系主任。1965年-1987年，亚美尼亚苏维埃社会主义共和国生理学家协会主席。1970年-1987年，国际生理学家理事会和世界家禽育种者协会总理事会成员。
- 1987年12月6日于埃里温逝世，享年81岁。

卡拉佩强是苏共19大代表；第2-3届苏联最高苏维埃联盟院代表，第2-4届亚美尼亚苏维埃社会主义共和国最高苏维埃代表。

## 功绩
卡拉佩强致力于研究家禽繁殖、提高禽类生产力、集约化家禽养殖和畜牧业各分支的问题。他发现在额外照明的情况下，农用禽类的平均年产蛋量增加20-25%。这意味着暴露于人工来源的紫外线辐射会刺激家禽的生长发育并提高产蛋率。自1953年起，卡拉佩强的研究成果逐渐在全苏推广。他还发现，大脑半球的同时切除不可逆转地破坏了禽类生殖器官的活动。而当上乳腺被切除时，它并没有像以前认为的那样加速青春期的过程，而是相反，减慢甚至停止它。卡拉佩强是苏联自主研发的第一个肉鸡品种“埃里温”的研发者。

## 著作
- 《人工照明对农场鸟类产蛋量的影响》（1954）
- 《家禽的饲养、照料与繁殖》（1956）
- 《如何提高亚美尼亚本地禽类的生产力》（合著，1956）
- 《集约化家禽养殖的经济意义及其在亚美尼亚的发展前景》（1957）
- 《家禽养殖和提高其生产力的方法》（1958）
- 《农业技术课程教材—家禽》（合著，1959）
- 《工业化家禽养殖及其发展途径》（1966）
- 《埃里温肉鸡品种的起源、育种和育种价值》（合著，1974）
- 《儿童和青少年的生长发育模式及其高级神经活动的基础》（合著，1980）

## 荣誉
- 一级卫国战争勋章（1945）
- 劳动红旗勋章（1944）
- 各民族人民友谊勋章（1976）
- 荣誉勋章（1940）
- 亚美尼亚苏维埃社会主义共和国荣誉科学工作者称号（1966）